# Rosljakovo (Murmansk oblast)
Rosljakovo (russisk: Росляково) er en by på 9.600 indbyggere (2005), beliggende på Kolahalvøen i Murmansk oblast, det nordvestlige Rusland. Byen er administrativt underlagt Severomorsk.